# آزادراه ام۶۷

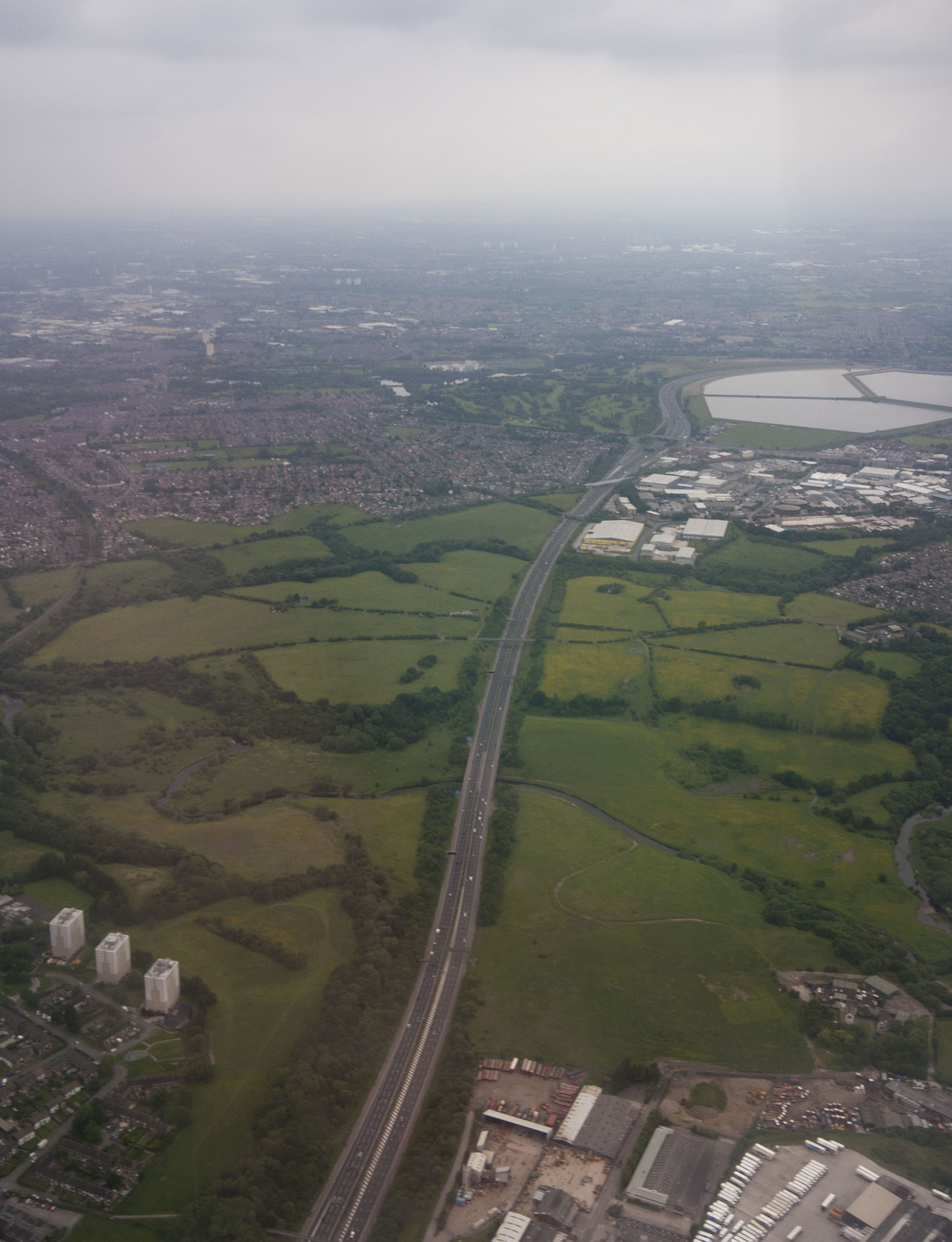
آزادراه ام۶۷

آزادراه‌ ام۶۷ (به انگلیسی: M67 motorway) یک آزادراه در کشور انگلستان است.
این آزادراه که از شهر دنتون شروع میشود، ۸ کیلومتر (۵ مایل) مسافت دارد.